# نانسی تی. چانگ
نانسی تی. چانگ (انگلیسی: Nancy T. Chang؛ زاده ۱۹۵۰ (۷۴–۷۵ سال)) یک دانشمند است.